# Placówka Straży Granicznej I linii „Datynie”
Placówka Straży Granicznej I linii „Datynie” – jednostka organizacyjna Straży Granicznej pełniąca służbę ochronną na granicy polsko-czechosłowackiej w latach 1938–1939.

## Formowanie i zmiany organizacyjne
W okresie od 2 do 11 października 1938 roku oddziały Grupy Operacyjnej „Śląsk” zajęły Zaolzie.  W ślad za wojskami operacyjnymi wzdłuż wyznaczonej linii granicznej służbę na granicy obejmowała Straż Graniczna. Dla nowo ustalonego odcinka granicy powołana została  Komenda Obwodu Straży Granicznej „Cieszyn”.
Rozkazem nr 3 z 31 grudnia 1938 roku w sprawach reorganizacji jednostek na terenach Śląskiego, Zachodniomałopolskiego i Wschodniomałopolskiego okręgów Straży Granicznej, a także utworzenia nowych komisariatów i placówek, komendant Straży Granicznej płk Jan Jur-Gorzechowski, działając na podstawie upoważnienia Ministra Skarbu z 14 października 1938 roku zarządził przeniesienie komisariatu i placówki II linii „Cieszyn” do Cierlicka. Ponadto komisariat „Cieszyn” miał zorganizować nowe placówki linii w miejscowościach: Domasławice Górne, Sobieszowice Górne, Błędowice Dolne, oraz zapewnić częściową obsadę personalną nowo utworzonego komisariatu Straży Granicznej „Ligotka Kameralna”. Placówka Straży Granicznej I linii „Datynie” weszła w skład komisariatu SG „Cierlicko”.